# Potencia pico
La potencia pico de un elemento fotovoltaico, se define como la máxima potencia eléctrica que este puede generar bajo las siguientes condiciones estándares de medida:
- irradiancia: 1000 W/m²
- temperatura: 25 °C
- AM: 1.5

AM o Masa de Aire, es una medida de la distancia que recorre la radiación al atravesar la atmósfera y que varía según el ángulo de incidencia, siendo θ el ángulo de incidencia del rayo del Sol en la vertical del lugar, de acuerdo con la siguiente fórmula:

{\displaystyle AM={\frac {1}{cos(\theta )}}}

A diferencia de lo que se cree, no es la máxima potencia que es capaz de generar el Panel fotovoltaico, si las condiciones estándar son superadas, con una  irradiancia mayor, por ejemplo, el panel podrá generar más potencia que la potencia pico.